# Цеста духова
Цеста духова (енгл. Ghost road) је назив за цесту која се налази код града Скогог у Онтарију у Канади. Цеста је била позната по томе што су многи видели чудна светла на небу изнад цесте. Такву светлост називамо варљива светлост.

## Прича и виђења светла
Наводно је 1950.-их година на путу погинуо возач мотоцикла по имену Дан Свинија. Возио је пребрзо, изгубио је контролу над мотоциклом те је пао са њега. Након пада, наводно је погинуо када је ударио главом од велики камен. Од тренутка његове несреће, људи на цести виђају чудна светла која подсећају на фарове мотоцикла. Људи деценијама тамо виђају чудна светла и многи су уверени да не то Данов дух.

## Објашњење
Након истраживања матичних књига умрлих 1950.-их година, установљено је да Дан никада није ни постојао. Тиме су се многи запитали шта су заправо светла која људи виђају на цести. Направљен је експеримент када је ТВ серија Ловци на мистерије истраживала овај случај. Тада је установљено како су светла која људи виђају изнад цесте заправо фарови аутомобила који пролазе цестом. То се дешава зато што се фарови аутомобила одбијају од брда и онда светла изгледају као да су на небу.